# Новий Вець
Новий Вець (пол. Nowy Wiec, нім. Neu Fietz) — село в Польщі, у гміні Скаршеви Староґардського повіту Поморського воєводства.
Населення — 356 осіб (2011).

## Демографія
Демографічна структура станом на 31 березня 2011 року:
|          | Загалом | Допрацездатний вік | Працездатний вік | Постпрацездатний вік |
| -------- | ------- | ------------------ | ---------------- | -------------------- |
| Чоловіки | 175     | 52                 | 111              | 12                   |
| Жінки    | 181     | 52                 | 101              | 28                   |
| Разом    | 356     | 104                | 212              | 40                   |